# Luca Messori
Luca Messori (Modena, 25 oktober 2007) is een Italiaans-Nederlands voetballer die doorgaans als middenvelder speelt. Hij staat onder contract bij Ajax.

## Clubcarrière
Messori doorliep afwisselend de jeugdopleidingen van Ajax en het Bussumse BFC. Op 10 mei 2024 maakte hij zijn debuut in het betaald voetbal voor Jong Ajax, tegen Jong AZ (1-4). Hij mocht het laatste halfuur spelen als vervanging voor Yoram Boerhout. Op 6 augustus 2024 kreeg hij zijn eerste profcontract aangeboden. Messori bleef lang buiten de selectie van Jong Ajax, maar op 3 maart 2025 mocht hij zijn tweede wedstrijd spelen, tegen FC Eindhoven (0-2). Hij viel in de 74e minuut in voor Lucas Jetten.

## Interlandcarrière
Messori mag via zijn moeder uitkomen voor Nederland en via zijn vader (tennisser Filippo Messori) voor Italië. Hij speelde voor beide landen al jeugdinterlands.

## Statistieken
| Seizoen | Club      | Competitie     | Competitie | Competitie | Beker | Beker | Overig | Overig | Totaal | Totaal |
| Seizoen | Club      | Competitie     | Wed.       | Dlp.       | Wed.  | Dlp.  | Dlp.   | Dlp.   | Wed.   | Dlp.   |
| ------- | --------- | -------------- | ---------- | ---------- | ----- | ----- | ------ | ------ | ------ | ------ |
| 2023/24 | Jong Ajax | Eerste divisie | 1          | 0          | –     | –     | –      | –      | 1      | 0      |
| 2024/25 | Jong Ajax | Eerste divisie | 1          | 0          | –     | –     | –      | –      | 1      | 0      |
| Totaal  | Totaal    | Totaal         | 2          | 0          | –     | –     | –      | –      | 2      | 0      |

Bijgewerkt op 22 maart 2025.